# Constantino Cadeno
Constantino Cadeno (em grego: Κωνσταντῖνος Χαδηνὸς; romaniz.: Konstantinos Chadenòs) foi um oficial bizantino sênior ativo na terceiro quartel do século XIII. É mencionado pela primeira vez em 1258, quando foi enviado pelo imperador Teodoro II Láscaris (r. 1254–1258) à Salonica para prender Miguel Paleólogo (o futuro Miguel VIII), que conspirou contra o imperador. Nesse ponto, Constantino mantinha o posto de conde dos cavalos imperiais (κόμης τῶν βασιλικῶν ἲππων).
Após Miguel Paleólogo ascender ao trono, em c. 1261 Constantino foi enviado para inscrever os grandes proprietários de terra da Anatólia no exército imperial e confiscar grande parte da propriedade deles. Aproximadamente pela mesma época, ele foi também nomeado eparca de Constantinopla. Em 1269, é atestado como mantendo o posto de grande logariasta (corregedor geral) e a designação de oikeios (membro da criadagem) do imperador, avançando para o primeiro de primeiro falcoeiro (protoieracário) por 1274.